# لارس تن تيجي
لارس تن تيجي (بالهولندية: Lars ten Teije)‏ هو لاعب كرة قدم هولندي في مركز الوسط، ولد في 3 أبريل 1998 في آبلدورن في هولندا. لعب مع فيتيسه آرنهم.

## وصلات خارجية
- لارس تن تيجي على موقع قاعدة بيانات كرة القدم.إي يو (الإنجليزية)
- لارس تن تيجي على موقع Soccerway.com (الإنجليزية)